# Stemorrhages reductalis
Stemorrhages reductalis là một loài bướm đêm trong họ Crambidae.